# Walraven
Walraven of Walravens kan zijn een familienaam, een voornaam of de naam van een gebied (toponiem).

## Naamdragers

### met Walraven als voornaam
- Walraven van den Bogaert, burgemeester van Deurne tussen ca. 1624 en 1626
- Walraven van Brederode, broer van Frans van Brederode
- Walraven van Hall, Nederlands bankier en verzetsstrijder
- Walraven van Meurs, Nederlands geestelijke en tegenbisschop tijdens het Utrechts Schisma
- Walraven van Valkenburg, oprichter van de Heerlijkheid Ravenstein.

### met Walraven als familienaam
- Koert Walraven, een Nederlandse radioproducer
- Laurens Walraven, een Nederlandse vliegtuigbouwer
  - Pattist-Walraven, vliegtuigbouwer, fabrikant van de Pattist-Walraven PW-1
- Roel Walraven (1930-2021), Amsterdams politicus en wethouder[1]
- Sharon Walraven, Nederlands rolstoeltennisster
- Simone Walraven, DJ en presentatrice van Countdown
- Willem Walraven, Nederlands journalist en schrijver in Nederlands-Indië

### met Walravens als familienaam
- Bart Walravens, Belgische gitarist/bassist bij o.a. Belgian Asociality
- Carolus Gustavus Walravens 1841-1915, bisschop van het bisdom Doornik
- Jan Walravens, Belgisch schrijver en literatuurcriticus.